# Garcinia pachycarpa
Garcinia pachycarpa är en tvåhjärtbladig växtart som först beskrevs av Albert Charles Smith, och fick sitt nu gällande namn av A.J.G.H. Kostermans. Garcinia pachycarpa ingår i släktet Garcinia och familjen Clusiaceae. Inga underarter finns listade i Catalogue of Life.